# Marcin Bobieński
Marcin Piotr Bobieński – polski matematyk, doktor habilitowany nauk matematycznych. Specjalizuje się w geometrii różniczkowej, wielomianowych polach wektorowych i układach dynamicznych. Adiunkt w Instytucie Matematyki Wydziału Matematyki, Informatyki i Mechaniki Uniwersytetu Warszawskiego (Zakład Układów Dynamicznych). 

## Życiorys
Studia matematyczne ukończył na Uniwersytecie Warszawskim, gdzie następnie został zatrudniony i zdobywał kolejne awanse akademickie. Stopień doktorski uzyskał w 2003 na podstawie pracy pt. Geometria zespolona i jej zastosowania w układach dynamicznych, przygotowanej pod kierunkiem prof. Henryka Żołądka. Habilitował się w 2012 na podstawie oceny dorobku naukowego i rozprawy pt. Całki abelowe wielomianowych układów całkowalnych. Członek Polskiego Towarzystwa Matematycznego.
Swoje prace publikował w takich czasopismach jak m.in. „Journal Of Differential Equations”, „Annals Of Global Analysis And Geometry”, „Nonlinearity” oraz „Proceedings Of The London Mathematical Society”.